# Kojuun de Pii-Khem
La kojuun de Pii-Khem (en touvain : Бий-Хем кожууну, Bii-Xem kojuunu ; en russe : Пий-Хемский кожуун, Pii-Khemski kojuun) est l'une des 16 kojuuns (touvain : кожуун, « bannière ») de la république de Touva, au sein de la fédération de Russie.

## Géographie
Le chef lieu de la province est Touran (Туран, Turan).